# Krzysztof Makowski
Krzysztof Makowski Hanula (Varsovia, 7 de marzo de 1952) es un arqueólogo polaco radicado en el Perú. Es también profesor cofundador de la especialidad de Arqueología en la Pontificia Universidad Católica del Perú (PUCP). Es especialista en las áreas de arqueología de las sociedades complejas en los Andes centrales, Urbanismo Antiguo, Iconografía y Teoría Arqueológica. 

## Biografía
Hijo de Zbigniew Makowski y de María Hanula, nació en el barrio de Mokotów de Varsovia. Realizó sus estudios escolares en su ciudad natal y luego en el liceo de la misma. Sus estudios superiores los realizó en la Universidad de Varsovia donde se doctoró en Arqueología. Se graduó de doctor en Ciencias Históricas con la tesis sobre los comportamientos funerarios e ideas escatológicas en Siria y Egipto del período Romano.
Becado por el gobierno francés, participó en los seminarios de postgrado en la Universidad de París IV (La Sorbona) entre 1978 y 1979. Simultáneamente realizó investigaciones sobre la escultura e iconografía de Palmira (Siria). De 1974 a 1982 trabajó en el Instituto de Arqueología de su alma mater, donde llegó a ser profesor asociado. Ha sido también profesor en la Universidad de Lodz de Polonia (1974).
Entre 1975 y 1982 participó en proyectos de excavación en Polonia, Francia y Siria. Entre otros trabajos, dirigió el Proyecto polaco-sirio en Bosra, la antigua capital de la provincia romana de Arabia. 
En 1982, evadiendo la persecución del gobierno socialista instalado en su país, llegó al Perú, invitado para colaborar en la creación de la especialidad de Arqueología en la Pontificia Universidad Católica del Perú (PUCP) y asumir las cátedras de Arqueologías Comparadas, Teoría de Arqueología y Análisis de Iconografía y Estilo. Ha llegado a ser decano de la Facultad de Letras y Ciencias Humanas de dicha universidad. También ha ejercido la docencia en la Universidad de Lima y en la Escuela de Graduados de la Universidad Nacional Mayor de San Marcos.
Desde 1991 es director del Proyecto Escuela de Campo “Lomas de Lurín”, auspiciado por la PUCP. Y en 1993, junto con Jenny Figari, Paloma Carcedo y Francisco Stastny, fundó el Centro de Conservación y Restauración Yachaywasi, el primer instituto de su clase en el Perú, del cual es codirector.
Desde el 2010 es uno de los investigadores que asesoran el Proyecto de Investigación Arqueológica “Castillo de Huarmey”, cuya misión es investigar en dicho yacimiento situado en Áncash, proyecto que es fruto de la cooperación internacional entre la Universidad de Varsovia y la Pontificia Universidad Católica del Perú, y que está dirigido por el arqueólogo polaco Milosz Giersz. En junio del 2013, en el marco de este proyecto, se dio a conocer un importante hallazgo en el Castillo de Huarmey, de 63 tumbas huaris, con osamentas asociadas con 1.200 objetos, entre joyas de oro y plata, cerámica y utensilios de madera. Se trata del primer contexto funerario huari hallado intacto, y que probaría asimismo el avance de los huari por la costa norte peruana, hasta la frontera del estado moche.

## Publicaciones
En coautoría es autor de las siguientes obras:
- Huarmey. En el cruce de caminos del Perú milenario. (Lima, Ediciones del Hipocampo, 2013)
- Vicús. Colección Arte y Tesoros del Perú (Lima, Banco de Crédito, 1994)
- Imágenes y mitos (1996, con Iván Amaro y Max Hernández).
- El valle de Lurín en el período Formativo (2001, con Richard Burger).
- Los dioses del antiguo Perú (Lima, Banco de Crédito del Perú, 2000, 2001, 2 vols.).
- ¿City and Ceremonial Center: Conceptual Challenges on Andean Urbanism¿. Annual Papers of the Anthropological Institute, 2012 (2), pp. 1-66.

Es también fundador y codirector de Iconos. Revista Peruana de Arte, Conservación y Arqueología (desde 1998).

## Distinciones
- Orden al Mérito de la República de Polonia, en el grado de Gran Oficial.
- Premio Europeo de Arqueología 1994 (compartido), por Les sculptures funéraires de Palmyre (Roma, 1994).